# Soumbat de Klarjéthie
Soumbat Ier de Klarjéthie (mort en 1011) est un prétendant au trône de Géorgie et un roi auto-proclamé de Tao-Klarjéthie.
Soumbat Bagration est le fils aîné de Bagrat Bagration, lui-même frère de David II d'Artanoudji. Il est associé sur le trône par son frère Gourgen lors de son ascension en 993.
En 1008, son cousin éloigné Bagrat d'Ibérie unifie toutes les provinces de Géorgie et créa ainsi le royaume unifiée de Géorgie. Toutefois, Gourgen et Soumbat, qui sont les héritiers légitimes du trône d'Ibérie par leur ancêtre Adarnassé, fils aîné de saint Achot, ne souhaitent pas voir un usurpateur sur le trône héréditaire de Géorgie et décident de riposter en prenant le titre de « roi de Tao-Klarjétie et des Klarjethes ». Mais ils ne peuvent résister bien longtemps car le nouveau roi Bagrat III de Géorgie les vainc et les emprisonne en 1011. Leurs enfants se réfugient à Constantinople et Soumbat est tué par Bagrat III de Géorgie en 1011.
Il laisse deux fils :
- Bagrat, prétendant au trône de Géorgie ;
- et peut-être Gourgen.